# GeWoSüd
Die GeWoSüd eG ist nach Mitgliedern und Wohnungen eine der größten Berliner Wohnungsgenossenschaften.

## Geschichte
Die GeWoSüd wurde 1942 unter dem Namen „Gemeinnützige Wohnungsgenossenschaft Berlin-Süd” aus der Zwangsverschmelzung der "Genossenschaft Siedlung Lindenhof" und der "Gemeinnützige Landerwerbs- und Baugenossenschaft Dahlem-Schmargendorf“ gegründet.
Die Genossenschaft Siedlung Lindenhof wurde 1922 gegründet, die eine gleichnamige Gartenstadt-Siedlung in der damaligen Stadt Schöneberg im heutigen Bezirk Tempelhof-Schöneberg erwarb, an dessen Planungen auch Bruno Taut beteiligt war. Für die Gestaltung der Außenanlagen im Bereich des Lindenhof-Weihers war der Landschaftsarchitekt Leberecht Migge verantwortlich. Bauherr der Siedlung war die bis 1920 selbstständige Stadt Schöneberg. Bis zum Zweiten Weltkrieg wohnten hier mehr als 2800 Menschen. Ebenso wurde 1919 die „Gemeinnützige Landerwerbs- und Baugenossenschaft Dahlem-Schmargendorf“ gegründet, die Wohnanlagen in Berlin-Lankwitz, Steglitz, Weißensee, Neukölln, Treptow und Wedding baute.
Im April 1933 wurden Vorstand und Aufsichtsrat der als sozialdemokratisch und kommunistisch orientiert geltenden Lindenhof-Genossenschaft von den neuen nationalsozialistischen Machthabern verhaftet. Die genossenschaftlichen Aktivitäten im Lindenhof wurden gleichgeschaltet. Der eher als regimetreu geltende Vorstand der Landbau wurde hingegen im Bemühen um wirtschaftliche Festigung unterstützt. Der Genossenschaft wurde der Berliner Süden für zukünftige Bautätigkeit zugeteilt. Als „aufnehmender Genossenschaft“ wird ihr auch die Siedlung Lindenhof eingegliedert. Ab Ende 1942 tritt sie unter dem neuen Namen „Gemeinnützige Wohnungsgenossenschaft Berlin-Süd“ auf, mit Sitz in der Scharzhofberger Straße, dem ersten Gebäude der Landbau, das im Krieg zerstört wurde.
Im Zweiten Weltkrieg wurde ein Teil des Wohnbestandes der Genossenschaft zerstört. Durch die Teilung der Vier-Sektoren-Stadt ab 1948 in Ost und West kam der genossenschaftliche Wohnungsbestand im Ostteil unter treuhänderische Verwaltung, später übernommen durch die Kommunale Wohnungsverwaltung. Aus Genossenschaftsmitgliedern wurden normale Mieter. Nach der Wiedervereinigung 1990 kamen die Bestände im Ostteil nach und nach wieder in den Besitz der Genossenschaft.
Heute verwaltet die GeWoSüd rund 2600 Wohnungen an zwölf Standorten und hat rund 5000 Mitglieder.